# TKKG
TKKG is een door Stefan Wolf (pseudoniem van Rolf Kalmuczak) gecreëerde populaire Duitse jeugdromanserie. Erop gebaseerd zijn tevens een serie hoorspelen, twee bioscoopfilms, een tv-serie, een spelshow, strips en spellen.
TKKG staat voor het jeugdige viertal Tim, Karl, Klößchen en Gaby dat samen misdaden oplost.